# Archipialea irwini
Archipialea irwini är en tvåvingeart som beskrevs av Evert I. Schlinger 1973. Archipialea irwini ingår i släktet Archipialea och familjen kulflugor. Inga underarter finns listade i Catalogue of Life.